# Lofn
Lofn es una de las Ásynjur en la mitología nórdica. Es brevemente mencionada en la Edda prosaica de Snorri Sturluson.
Átta Lofn, hon er svá mild ok góð til áheita at hon fær leyfi af Alföðr eða Frigg til manna samgangs, kvenna ok karla, þótt áðr sé bannat eða þvertekit. Fyrir því er af hennar nafni lof kallat, ok svá þat er lofat er mjök af mönnum.
"La octava es Lofn; ella es tan dulce y buena, que tenía permiso de Odín y Frigg para juntar hombres y mujeres cuyo matrimonio estaba prohibido. De su nombre viene la palabra "permiso", por ello es muy elogiada por los hombres." - Traducción al español de la traducción de Young.
El nombre de Lofn no es mencionada de nuevo en la Edda prosaica y no figura en ninguna parte en la Edda poética. En la poesía escáldica el nombre es frecuentemente usado en los kenningar como un nombre genérico para diosa (e.g. Lofn seima significa "Lofn de oro", i.e. "mujer"). No es claro si Lofn fue alguna vez una deidad importante. Es posible que Snorri lo desconociera y fuera otro nombre para Freyja